# Michael Gruber
Michael Gruber (ur. 5 grudnia 1979 w Schwarzach im Pongau) – austriacki narciarz klasyczny specjalizujący się w kombinacji norweskiej, dwukrotny medalista olimpijski, dwukrotny medalista mistrzostw świata oraz brązowy medalista mistrzostw świata juniorów.

## Kariera
Po raz pierwszy na arenie międzynarodowej Michael Gruber pojawił się 11 stycznia 1997 roku w Saalfelden am Steinernen Meer. Zajął wtedy 14. miejsce w zawodach Pucharu Świata rozgrywanych metodą Gundersena. W sezonie 1996/1997 pojawił się jeszcze jeden raz: 14 stycznia 1997 roku we włoskim Val di Fiemme ponownie zajął czternaste miejsce w Gundersenie. W efekcie zajął 37. miejsce w klasyfikacji generalnej. W 1997 roku osiągnął także swój jedyny sukces w kategorii juniorów wspólnie z kolegami zdobywając brązowy medal w konkursie drużynowym podczas mistrzostw świata juniorów w Canmore. Przez kolejne dwa sezony startował w Pucharze Świata B, między innymi wygrywając sprint 18 grudnia 1998 roku w estońskim Otepää.
Najlepsze wyniki w Pucharze Świata osiągnął w sezonie 2003/2004, który ukończył na dwunastej pozycji. Wtedy też, 13 grudnia 2003 roku w Val di Fiemme po raz pierwszy stanął na podium zawodów pucharowych, zajmując trzecie miejsce w starcie masowym. Aż do zakończenia kariery dokonał tego ponownie tylko raz: 5 grudnia 2004 roku w Trondheim był drugi w sprincie. W międzyczasie wystąpił na mistrzostwach świata w Lahti w 2001 roku, gdzie w swoim jedynym starcie, sprincie, zajął 10. pozycję. Rok później brał udział w igrzyskach olimpijskich w Salt Lake City, gdzie wspólnie z Christophem Bielerem, Mario Stecherem i Felixem Gottwaldem wywalczył brązowy medal w konkursie drużynowym. Po skokach Austriacy zajmowali drugie miejsce i do biegu przystąpili ze stratą 44 sekund do prowadzących Finów. Nie zdołali odrobić tej straty, co więcej w połowie dystansu zostali wyprzedzeni przez Niemców, którzy ostatecznie zdobyli srebro. Na mecie Austriacy stracili 11 sekund do Finów oraz 3,5 sekundy do Niemców. Indywidualnie Michael Gruber zajął 28. miejsce w sprincie.
Podczas mistrzostw świata w Val di Fiemme zdobył złoty medal w konkursie drużynowym wspólnie z Felixem Gottwaldem, Wilhelmem Deniflem i Christophem Bielerem. Reprezentanci Austrii na prowadzeniu znaleźli się już po skokach, na trasę biegu wyruszając z przewagą 13 sekund nad zajmującymi drugie miejsce Niemcami. Tylko na zmianie Bielera na chwilę stracili prowadzenie, jednak ostatecznie na mecie byli pierwsi, o 12,6 sekundy przed Niemcami. W występach indywidualnych był kolejno dwunasty w Gundersenie oraz szesnasty w sprincie. Dwa lata później, podczas mistrzostw świata w Oberstdorfie osiągnął najlepsze wyniki indywidualne. W zawodach metodą Gundersena był dziewiąty po skokach, a dobra postawa w biegu pomogła mu zmniejszyć stratę z 1 minuty i 16 sekund na starcie do 17,7 sekundy na mecie. Dzięki temu przesunął się ostatecznie na szóste miejsce. Jeszcze lepiej wypadł w sprincie, przesuwając się z szóstej pozycji po skokach na piąte miejsce na mecie biegu. W zawodach drużynowych razem z Bielerem, Kreinerem i Gottwaldem zdobył brązowy medal. Na mecie do Norwegów, którzy sięgnęli po złoto Austriacy stracili 7,4 sekundy, a walkę o srebrny medal przegrali z Niemcami na ostatnich metrach o zaledwie 0,3 sekundy.
Jego drugi olimpijski występ miał miejsce w 2006 roku, na igrzyskach olimpijskich w Turynie. W zawodach drużynowych Austriacy w składzie: Michael Gruber, Mario Stecher, Felix Gottwald i Christoph Bieler wywalczyli tytuł mistrzów olimpijskich. Ekipa austriacka po skokach znalazła się na drugim miejscu ze startą 10 sekund do prowadzącej reprezentacji Niemiec. Na trasie biegowej byli jednak najlepsi, wyprzedzając Niemców o ponad 15 sekund i Finów o ponad 26 sekund. Gundersena Gruber ukończył na dwunastej pozycji, a w sprincie zajął trzynaste miejsce. Ostatnim startem Austriaka na dużej imprezie były mistrzostwa świata w Sapporo w 2007 roku, gdzie był dwunasty w sprincie.
Sukcesy osiągał także w Letnim Grand Prix w kombinacji norweskiej. W ósmej edycji LGP zajął drugie miejsce, w trzech z czterech konkursów plasując się na drugiej pozycji. Wyprzedził go tylko jego rodak Christoph Bieler. Co więcej w czwartej oraz piątej edycji LGP Austriak plasował się na czwartym miejscu. Ponadto dwukrotnie był mistrzem Austrii. Karierę sportową zakończył w 2008 roku.

## Osiągnięcia

### Igrzyska olimpijskie
| Miejsce | Dzień     | Rok  | Miejscowość    | Konkurencja           | Wynik zwycięzcy | Strata  | Zwycięzca      |
| ------- | --------- | ---- | -------------- | --------------------- | --------------- | ------- | -------------- |
| 3.      | 14 lutego | 2002 | Salt Lake City | Sztafeta K-90/4x5 km  | 48:42,2         | +11,0   | Finlandia      |
| 28.     | 21 lutego | 2002 | Salt Lake City | Sprint K-120/7,5 km   | 16:40,1         | +1:53,9 | Samppa Lajunen |
| 12.     | 11 lutego | 2006 | Pragelato      | Gundersen HS106/15 km | 39:44,6         | +2:03,3 | Georg Hettich  |
| 1.      | 15 lutego | 2006 | Pragelato      | Sztafeta HS134/4x5 km | 49:52,6         | –       | –              |
| 13.     | 21 lutego | 2006 | Pragelato      | Sprint HS134/7,5 km   | 18:29,0         | +54,3   | Felix Gottwald |

### Mistrzostwa świata
| Miejsce | Dzień     | Rok  | Miejscowość   | Konkurencja           | Wynik zwycięzcy | Strata  | Zwycięzca       |
| ------- | --------- | ---- | ------------- | --------------------- | --------------- | ------- | --------------- |
| 20.     | 24 lutego | 2001 | Lahti         | Sprint K-116/7,5 km   | 19:40,3         | ?       | Marko Baacke    |
| 12.     | 21 lutego | 2003 | Val di Fiemme | Gundersen K-95/15 km  | 37:54,2         | +2:35,3 | Ronny Ackermann |
| 1.      | 24 lutego | 2003 | Val di Fiemme | Sztafeta K-95/4x5 km  | 47:23,9         | –       | –               |
| 16.     | 28 lutego | 2003 | Val di Fiemme | Sprint K-120/7,5 km   | 18:47,8         | +1:21,9 | Johnny Spillane |
| 6.      | 18 lutego | 2005 | Oberstdorf    | Gundersen HS100/15 km | 38:56,2         | +17,7   | Ronny Ackermann |
| 3.      | 23 lutego | 2005 | Oberstdorf    | Sztafeta HS137/4x5 km | 49:45,5         | +7,4    | Norwegia        |
| 5.      | 27 lutego | 2005 | Oberstdorf    | Sprint HS137/7,5 km   | 20:15,6         | +49,0   | Ronny Ackermann |
| 12.     | 3 marca   | 2007 | Sapporo       | Gundersen HS100/15 km | 38:35,6         | +1:36,0 | Ronny Ackermann |

### Mistrzostwa świata juniorów
| Miejsce | Dzień     | Rok  | Miejscowość | Konkurencja          | Wynik zwycięzcy | Strata | Zwycięzca |
| ------- | --------- | ---- | ----------- | -------------------- | --------------- | ------ | --------- |
| 3.      | 14 lutego | 1997 | Canmore     | Sztafeta K-89/3x5 km | ?               | ?      | Francja   |

### Puchar Świata

#### Miejsca w klasyfikacji generalnej
- sezon 1996/1997: 37.
- sezon 1999/2000: 38.
- sezon 2000/2001: 25.
- sezon 2001/2002: 17.
- sezon 2002/2003: 14.
- sezon 2003/2004: 12.
- sezon 2004/2005: 20.
- sezon 2005/2006: 21.
- sezon 2006/2007: 20.

#### Miejsca na podium chronologicznie
| Nr | Data            | Miejscowość   | Konkurencja            | Wynik zwycięzcy | Pozycja | Strata   | Zwycięzca       |
| -- | --------------- | ------------- | ---------------------- | --------------- | ------- | -------- | --------------- |
| 1. | 13 grudnia 2003 | Val di Fiemme | Start masowy K95/10 km | 244,5 pkt       | 3.      | –5,0 pkt | Hannu Manninen  |
| 2. | 5 grudnia 2004  | Trondheim     | Sprint HS131/7,5 km    | 17:39,6         | 2.      | +1,0     | Ronny Ackermann |

### Puchar Kontynentalny

#### Miejsca w klasyfikacji generalnej
- sezon 1997/1998: 25.
- sezon 1998/1999: 38.

#### Miejsca na podium chronologicznie
| Nr | Data            | Miejscowość | Konkurencja       | Wynik zwycięzcy | Pozycja | Strata | Zwycięzca |
| -- | --------------- | ----------- | ----------------- | --------------- | ------- | ------ | --------- |
| 1. | 18 grudnia 1998 | Otepää      | Sprint K70/7,5 km | ?               | 1.      | –      | –         |

### Letnie Grand Prix

#### Miejsca w klasyfikacji generalnej
- 1999: 12.
- 2000: 10.
- 2001: 4.
- 2002: 4.
- 2003: 13.
- 2004: 10.
- 2005: 2.
- 2006: 9.
- 2007: 12.

#### Miejsca na podium chronologicznie
| Nr | Data             | Miejscowość   | Konkurencja              | Wynik zwycięzcy | Pozycja | Strata   | Zwycięzca        |
| -- | ---------------- | ------------- | ------------------------ | --------------- | ------- | -------- | ---------------- |
| 1. | 3 września 2000  | Berchtesgaden | Sprint K90/7,5 km        | ?               | 2.      | ?        | Felix Gottwald   |
| 2. | 1 września 2002  | Berchtesgaden | Gundersen K90/10 km      | ?               | 3.      | +5,5     | Felix Gottwald   |
| 3. | 13 sierpnia 2004 | Kandersteg    | Gundersen HS95/15 km     | ?               | 1.      | –        | –                |
| 4. | 31 sierpnia 2005 | Berchtesgaden | Gundersen HS100/15 km    | 28:31,3         | 2.      | +0,2     | Felix Gottwald   |
| 5. | 2 września 2005  | Bischofshofen | Gundersen HS140/15 km    | 34:13,2         | 2.      | +0,1     | Christoph Bieler |
| 6. | 3 września 2005  | Steinbach     | Start masowy HS140/10 km | 193,2 pkt       | 2.      | –0,9 pkt | Georg Hettich    |